# 마리아나 트렌치
마리아나 트렌치(Marianas Trench)는 캐나다의 팝 록 밴드이다.